# Ese de San Vicente
Ese de San Vicente (en asturiano y oficialmente: Ese) es una casería que pertenece a la parroquia de Bárcena del Monasterio en el concejo de Tineo (Principado de Asturias). Se encuentra a 473 m s. n. m. y está situada a 16 km de la capital del concejo, la villa de Tineo. 

## Población
En 2020 contaba con una población de 4 habitantes (INE, 2020) repartidos en un total de 13 viviendas (INE, 2010).